# Drepanornis albertisi
Drepanornis albertisi là một loài chim trong họ Paradisaeidae.